# Italiker

Ethno-linguistische Karte der italienischen Halbinsel in der Eisenzeit.

Als Italiker oder Italer (lateinisch Italus) werden die nach Italien eingewanderten indogermanischen bzw. indogermanisierten antiken Völker und Stämme bezeichnet; entsprechend werden deren Sprachen als italische Sprachen zusammengefasst. Es gibt zwei Hauptgruppen: die latino-faliskische Sprachgruppe (Latiner, Falisker) und die oskisch-umbrische Sprachgruppe (Osker, Umbrer, Samniten). Einige Forscher vermuten, dass sie etwa 1200 bis 1000 v. Chr. von Norden her über die Alpen auf die Italische Halbinsel eingewandert sind. Seit dem 4. Jahrhundert v. Chr. unterwarf Rom die übrigen Italiker.